# Одна за всіх
«Одна́ за всіх» (рос. Одна за всех) — російське скетч-шоу, що виходить на каналах Домашній та СТС (з 8 березня 2010 року). Перший випуск програми на каналі Домашній був показаний 2 листопада 2009 року. Сама перекривається регіонами передача каналу «Домашній». Сюжет частково запозичений у скетч-шоу «Шоу Кетрін Тейт».
 Ганна Воронова[прояснити]

## Сюжет
Шоу являє собою збірник невеликих скетч-історій, гумористичних замальовок, головні героїні яких — жінки. Вагітна жінка, шкідлива старенька, молода медсестра … Всі вони жінки різного достатку, положення, але всі взяті з реального життя, з якими звичайним людям доводиться стикатися іноді, а, може бути, і кожен день. Всі головні ролі виконує Анна Ардова, знайома публіці по скетч-шоу телеканалу ТНТ «Жіноча ліга».

## Сезони та серії
Шоу «Одна за всіх» на даний момент складається з п'яти сезонів. У кожному сезоні з'являється від трьох до п'яти нових головних персонажок. Приблизно, в кожному сезоні по двадцять серій (у третьому сезоні — двадцять одна серія).

## Головні героїні
Всі головні ролі виконує Ганна Ардова.
Рубльовська дружина Енджі (Анжела Іванівна)
24-25 років. Дружина олігарха Сержа (Сергія Юрійовича), яка звикла до розкоші і грошей. Дуже дурна. Любить витратити гроші на останню колекцію дорогого одягу або чергову пластичну операцію, а також поговорити зі своєю подругою Кріс (Христиною Василівною) (Евеліна Бледанс) — про все, що їй потрібно. Цією дурістю регулярно користується її домробітниця Зіна (Зінаїда Григорівна) (Тетяна Орлова). Улюблені фрази — «Иу!», «Мої нерви!» і «Кріс, ти генія!».
Енджі народилася в 1985 році.
 Сезони: 1, 2, 3, 4, 5, 6, 7
Шкідлива старенька Серафима Аркадіївна Яблонжевська
69 років. Стара бабуся, весь час скандалить, стежить за сусідами і збирає компромат. Переконана сталіністка, що ностальгує за СРСР, але вдало пристосувалася до нових реалій. Вона здає кімнату в квартирі, однак попередньо взявши гроші з клієнта, починає його лякати так, що він тікає від неї. Останніми її постійними мешканцями є молода пара 'Аня (Анжеліка Каширіна) і 'Ваня (Єгор Сальников), з яких бере стільки грошей, що мешканцям їх абсолютно
не вистачає на особисте життя. Через це часто конфліктують з Серафимою Аркадіївною.
У четвертому сезоні у Серафими Аркадіївни з'являється онук 'Павлик' (Андрій Капустін). За характером весь в бабусю.
 Сезони: 1, 2, 3, 4, 5, 6
Кавказька жінка Карина Магомедова
Жінка, яка після весілля приїхала в Москву з чоловіком 'Тимуром' (Ванаті Алієв) десь із Кавказу. Писати листи родичам — обов'язковий пункт на порядку денному, а родичів у родини сотні. Але прогрес не стоїть на місці. Купивши відеокамеру, Карина з чоловіком вирішують надсилати родичам відеолиста. Під час запису листів вони часто сваряться. Пізніше до них приєднується син 'Аслан (Аслан Біжоев), про який Карина піклується більше, ніж про свого чоловіка, також у Карини і Тимура є старший син 'Алан, якому вони посилають відеопослання в 7 серії 1 сезону. Також у них є наречена Зуля. У 3-му сезоні також з'явився її раніше згадуваний брат 'Ібрагім (Ашот Кещян). Після довгої перерви Карина з'являється в четвертому сезоні. Однак, в скетчах більше не з'являється Тимур (він виїхав до Америки на заробітки). Замість нього приїжджає брат Тимура - 'Халіл (Сергій Погосян).
 Сезони: 1, 2, 3, 4, 5, 6
Продавчиня хот-догів Галина Вікторівна (Гала) Курбак
Приїхала з України, працює в закусочній '«Гала-дог»'. Також разом з Галою працює помічниця 'Свєта (Ганна Воронова), яку Гала часто пиляє: «Свєта, ну не починай!». Кожен раз до Галі в ларьок приходить 'Вітьок (Володимир Фоков), питаючи: «Ну, Гала, що у вас тут новенького?». Гала починає придумувати: то годину назад до неї прилітав президент на вертольоті, то приїжджала Мадонна на маршрутці. Перед відходом Вітьок завжди запитує Галу, чи побачаться вони з нею ще. В глибині душі Гала теж нерівно дихає до нього, але не показує цього. В кінці 2-го сезону Вітьок зробив Галі пропозицію, але вона, не впевнена в його почуттях, вирішила одружити з Вітьком Свєту, яка, в підсумку, відмовилася. Сезони: 1, 2, 3, 5, 6
Спляча охоронниця
Жінка, яка відчайдушно намагається не заснути в нічне чергування. Дотерпить до чотирьох годин ранку, вона придумує різні способи, щоб не заснути. Але які б способи вона не придумувала, сон завжди перемагав її, і наслідки були комічними.
 Сезони: 1, 2
Жінка-президент Катерина Петрівна Іванова
Катерині Петрівні 42 роки. Це вольова, сильна, розумна жінка. Для вирішення найскладніших державних завдань часто використовує не професійні політичні інструменти, а істинно жіночі хитрощі і хитрощі, використовуючи життєвий досвід дружини, матері і бабусі. В результаті її прийоми виявляються часом ефективнішими, ніж стандартні політичні рішення. У всьому допомагає їй секретар Сергій (роль виконує Андрій Бурковський), в 4 сезоні у Катерини Петрівни новий помічник — Ілля, роль якого виконує Ілля Оболонков.
 Сезони: 2, 3, 4, 5, 6
Єврейська мати Роза Мойсеївна Фільштейн
55 років. Жінка з єврейської сім'ї. Владна, авторитарна, економна жінка. До пенсії працювала бухгалтером. Має купу родичів в Одесі. У неї є син 'Семен, він же Семйон (Ігор Письменний), але попри те, що синові вже 35 років, вона як і раніше вважає його дитиною (сам Семен звертається до мами на " ви "). Вважає, що мама (тобто вона) — це найголовніше в його житті, а все інше почекає. Повністю домінує над сином, вирішуючи, як йому жити. У 3-му сезоні з'явився її раніше згадуваний брат-кримінальник 'Ізя (Семен Фурман). У 5-му сезоні у Сьоми з'являється наречена.
 Сезони: 2, 3, 4, 5, 6
Ірина — Жінка, яка намагається схуднути
За гороскопом — Телець. Трохи знає англійську мову. Повна жінка, яка відчайдушно намагається схуднути, але кожен раз, коли вона відкриває холодильник, щоб перекусити, на її годиннику висвічується 18:00. Але вона завжди знаходить привід, щоб все-таки з'їсти заповітний тортик або ж апетитну курячу ніжку, забуваючи про зайві кілограми. Протягом усього скетч-шоу — мовчить.
 Сезони: 2, 3
Медсестра Надя Дятлова
Дівчина, що працює в одній з міських лікарень медсестрою, розпущена, жує жувальну гумку, слухає музику в навушниках, любить тусуватися й постійно сперечається зі своїм шефом 'Петром Миколайовичем Петровим' (Григорій Каганович). Фанатіє від Андрія Григор'єва-Апполонова.
 Статистика відвідування: з'являється з одинадцятої серії першого сезону. Остання серія з її участю — 20. Всього скетчів: 13
 Сезони: 1
Самотня жінка Людмила Одинцова
Освічена, інтелігентна, не дуже симпатична. Несмілива і сором'язлива. Дуже хоче в шлюб і постійно знайомиться з чоловіками — по листуванню, в Інтернеті, по оголошеннях … Не відчуваючи свій вік, веде себе неадекватно і намагається підлаштуватися під хобі кандидата в чоловіки. Найкраща подруга Іра (Тетяна Аугшкап) допомагає їй у цьому своїми порадами. Статистика відвідування: з'являється з другої серії першого сезону. Остання серія з її участю — 20. Всього скетчів: 14
 Сезони: 1
Вагітна жінка Оля Стручкова (до шлюбу Корольова)
Жінка, якій на 8 місяці вагітності почало здаватися, що з нею розмовляє її майбутній син 'Гліб, ще з утроби. Її чоловікові 'Віталію (Олександр Чернявський) це здається дивним, хоча Оля його часто переконує у зворотному. Син «змушує» маму робити все, що він захоче, а не то «отримуй передчасні пологи».
 Статистика відвідування: з'являється з першої серії першого сезону. Остання серія з її участю — 14. Всього скетчів: 11
 Сезони: 1
Жінка-боксер Наталія Молотова
Жінка, яка займається боксом, а чоловік 'Гена' (Олексій Якубов) її тренує. Зазвичай кожне тренування закінчується тим, що Гена отримує удар боксерської рукавичкою в обличчя від своєї запальної дружини. З деяких сюжетів зрозуміло, що у цієї пари є діти: старша дочка пішла по стопах матері і часто б'є свого молодшого брата. В кінці 2-го сезону виявляється, що Наталя вагітна, і тепер іде в декретну відпустку.
 Сезони: 2
Подруги Надюша і Катюша
40 років. «Закляті» подруги, які кожен раз після вихідних зустрічаються на роботі, кажуть, що дуже нудьгували одна по одній і починають розповідати, як провели вихідні. У процесі розмови вони зазвичай лаються. Їх улюблене образливе слово — «дура». Кожна бесіда закінчується бійкою, яку знімають на мобільні телефони їхні колеги.
Героїні знову з'являються в 5 сезоні після великої перерви, однак тепер, Катюшу грає акторка Олена Бірюкова.
 Сезони: 2, 5
Російська баба Людмила Іванівна (Люся) Горохова
38 років. Дебела, неохайна уродженка Пермського краю. Каже багато, емоційно і з дуже характерним акцентом. Зрозуміти, що саме вона хоче сказати, не завжди можливо, тому як речення вона будує як попало. Вічно пиляє свого чоловіка, каже під руку. Чоловік 'Коля' (Олег Кассин) стійко переносить балаканину дружини, лише зрідка крізь зуби намагається відбиватися від її постійних претензій. Сім'я Горохових постійно кудись їде, а тому створюється враження, що і живуть вони в старенькій синій «шістці». Їх розмови в «шістці» найчастіше закінчуються аварією, і чоловік Люсі в люті женеться за нею. Весь час дорікає Колю в його друзів — Мишки і Гришки!
У п'ятому сезоні пригоди сімейства Горохових показують у магазинах.
 Сезони: 3, 4, 5, 6
Забобонна наречена Віра Куликова
35 років. Вона любить, улюблена і дуже забобонна. Віра знає безліч прикмет і в усі вірить. Саме з цієї причини її весілля з нареченим 'Антоном' (роль виконує Григорій Багров) постійно зривається. Віра постійно скасовує день торжества через що виникла, раптово спливла або обрушилася на голову погана прикмета. То чорна кішка перебіжить дорогу лімузину, то мама нареченого чхне під час виголошення клятви, то ще щось трапиться — і все, за даними Віри, обіцяє нещасне сімейне життя. Кожен раз Віра переконує Антона перенести день весілля. Це відбувається вже восьмий рік!
 Сезони: 3
Секретарка Оксана
35 років. Професійний особистий секретар генерального директора солідної компанії. Вона елегантна, струнка і в міру сексуальна. У неї є мета — одружитися зі своїм босом і жити розкошуючи. Оксана вже «пересиділа» кількох начальників, але ні з одним її грандіозний план не спрацював. Але вона не втрачає надії і не відступає від своїх принципів. Хочеться вірити, що їй вже нарешті пощастить: у компанію призначений новий директор 'Олег Романович' (Дмитро Прокоф'єв). Оксана переходить до рішучих наступальних дій.
В 4-му сезоні Оксана одружена з професором Костянтином Владиславовичем. Постійно зраджує його, проте придумує гарні відмовки, в результаті Костянтин спочатку ревнує її, а потім просить у неї вибачення.
 Сезони: 3, 4
Телеведуча Алла Вершиніна
Телеведуча шоу «Хороший ранок». Кожен день до неї на програму надсилають свої листи сотні жінок (іноді чоловіків), які просять ради в тій чи іншій галузі. Алла завжди дасть їм мудру пораду і навчить правильно жити. Має чоловіка Колю, який одного разу написав в ефір лист. Миколі 41 рік (69 серія).
 Сезони: 4, 5
Відома співачка Василина Василівна Стар
50 років. Василиса Стар — надпопулярна мегаквередлива співачка, яка кожного разу перед концертом відмовляється виступати через сущі дрібниці. То квитки на її концерт занадто дешеві, то фонограма занадто швидко грає, то паркет в її гримерці просто огидний. Цими капризами вона постійно доводить мало не до істерики свого директора Едуарда, який працює з нею ось уже 25 років. Її улюблена фраза: "А який концерт? Ніякого концерту не буде! ". А потім, пошарпавши всім нерви, скаржиться на директора: «Він мало не зірвав нам концерт!», І все ж виходить до своєї «коханої» публіки. У всьому підтакує і догоджає її капризам молодий помічник — нероба Стасик (Михайло Башкатов).
 Сезони: 4, 5
Копуха Анна
Жінка, яка дуже довго збирається, а чоловік 'Володимир' її весь час чекає. То перед поїздкою на дачу їй обов'язково потрібно нігті нафарбувати, то голову помити, або ж терміново поговорити з подругами. Через це вони весь час скрізь спізнюються.
 Сезони: 4, 5
Офіціантка Люба Лаптєва
Любі 45, вона товариська, за словом в кишеню не полізе, завжди говорить те, що думає. Найчастіше від цього і страждає. Має двох дорослих дітей, з батьком яких розлучилася 2 роки тому. Він, Володя Лаптєв, не може її забути, а тому кожен раз приходить в кафе … з новою жінкою. Він з усіх сил хоче показати своїй колишній, що у нього все добре в особистому житті. В глибині душі колишнє подружжя прив'язане один до одного, але через свою принциповість ніхто не наважується зізнатися в своїх почуттях.
 Сезони: 4, 5
Жінка-шопоголік
Жінка, яка не може пройти повз будь-яку річ в магазині. Її так і тягне до прилавків магазинів одягу та ювелірних прикрас. А гроші їй виділяє чоловік Сергій. Але не завжди на те, що вона купує.
 Сезони: 5
Дбайлива мама Ольга Іванівна
Від Ольги Іванівни виїхала обожнювана дочка Дарина до чоловіка Паші Скворцова, проте Ольга Петрівна не може змиритися з таким станом справ. Вона дуже переживає і хвилюється за дочку, і постійно телефонує їй додому.
 Сезони: 5
Наталя — самотня дама з манекеном
Наташі близько сорока років. Працює вона на ткацькій фабриці швачкою-мотористкою 2-го розряду. Добра, господарська, звичайна жінка. Але, у свої сорок років, вона абсолютно самотня. Тому і бажає обрушити свою частку любові та уваги, ну, хоч на когось! І цим «кимось» — виявився манекен. Вони разом живуть, і Наташа ласкаво називає його Гоша.
 Сезони: 6

## Поява персонажів
| Персонаж                   | Список сезонів                  | Список сезонів                  | Список сезонів                  | Список сезонів                  | Список сезонів                  |                            |
| Персонаж                   | 1 сезон                         | 2 сезон                         | 3 сезон                         | 4 сезон                         | 5 сезон                         | 6 сезон                    |
| -------------------------- | ------------------------------- | ------------------------------- | ------------------------------- | ------------------------------- | ------------------------------- | -------------------------- |
| Энджі                      | Энджі (Анжеліка Івановна)       | Энджі (Анжеліка Івановна)       | Энджі (Анжеліка Івановна)       | Энджі (Анжеліка Івановна)       | Энджі (Анжеліка Івановна)       | Энджі (Анжеліка Івановна)  |
| Серафима Яблонжевска       | Серафима Аркадієвна Яблонжевска | Серафима Аркадієвна Яблонжевска | Серафима Аркадієвна Яблонжевска | Серафима Аркадієвна Яблонжевска | Серафима Аркадієвна Яблонжевска |                            |
| Карина Магомедова          | Карина Магомедова               | Карина Магомедова               | Карина Магомедова               | Карина Магомедова               | Карина Магомедова               |                            |
| Гала                       | Гала (Галина Борисівна Курбак)  | Гала (Галина Борисівна Курбак)  | Гала (Галина Борисівна Курбак)  |                                 | Гала (Галина Борисівна Курбак)  |                            |
| Катерина Іванова           |                                 | Катерина Петрівна Іванова       | Катерина Петрівна Іванова       | Катерина Петрівна Іванова       | Катерина Петрівна Іванова       |                            |
| Роза Фільштейн             |                                 | Роза Моісеівна Фільштейн        | Роза Моісеівна Фільштейн        | Роза Моісеівна Фільштейн        | Роза Моісеівна Фільштейн        |                            |
| Спяща охорониця            | Спяща охороница                 | Спяща охороница                 |                                 |                                 |                                 |                            |
| Пишка                      |                                 | Пишка                           | Пишка                           |                                 |                                 |                            |
| Люся Горохова              |                                 |                                 | Людмила Горохова                | Людмила Горохова                | Людмила Горохова                |                            |
| Оксана                     |                                 |                                 | Оксана                          | Оксана                          |                                 |                            |
| Надя Дятлова               | Надя Дятлова                    |                                 |                                 |                                 |                                 |                            |
| Людмила Одінцова           | Людмила Одінцова                |                                 |                                 |                                 |                                 |                            |
| Оля Стручкова (вагітна)    | Ольга Стручкова (вагітна)       |                                 |                                 |                                 |                                 |                            |
| Наташа Молотова            |                                 | Наталья Молотова                |                                 |                                 |                                 |                            |
| Надюша (офісна модниця)    |                                 | Надежда (офісна модниця)        |                                 |                                 | Надежда (офісна модниця)        |                            |
| Вера Куликова              |                                 |                                 | Вера Куликова                   |                                 |                                 |                            |
| Василиса Стар              |                                 |                                 |                                 | Василиса Стар                   | Василиса Стар                   |                            |
| Алла Вершиніна             |                                 |                                 |                                 | Алла Вершиніна                  | Алла Вершиніна                  |                            |
| Копуша Аня                 |                                 |                                 |                                 | Копуша Аня                      | Копуша Аня                      |                            |
| Люба (офіціантка)          |                                 |                                 |                                 | Люба (офіціантка)               | Люба (офіціантка)               |                            |
| Ольга Іванівна             |                                 |                                 |                                 |                                 | Ольга Іванівна                  |                            |
| Жінка — шопоголік          |                                 |                                 |                                 |                                 | Жінка — шопоголік               |                            |
| Наталья — дама с манекеном |                                 |                                 |                                 |                                 |                                 | Наталья — дама с манекеном |

## Кількість скетчів про героїв
Василиса Стар — 4 сезон (9 скетчів). 

Копуха Аня — 4 сезон (8 скетчів).

## Другорядні герої
Кристина (Кріс) (роль виконує Евеліна Бледанс)
32 роки. ПодругаЕнджі, мрія якої — знайти чоловіка, як у своєї подружки, і жити розкошуючи, хоча вона не поступається за кількістю шубок своїй подрузі. Вона така ж «розумна», як і її подруга. У третьому сезоні з'являється разом з Енджі в ресторанах.
 Сезони: 1, 2, 3, 4, 5
Зіна (Зінаїда Григорівна) (роль виконує Тетяна Орлова)
ПокоївкаЕнджі, яка єдина знає, що треба робити в будь-якій ситуації. У третьому сезоні з'ясовується, що у неї роман з Степановичу.
 Сезони: 1, 2, 3, 4, 5
Тимур (роль виконує Ванаті Алієв)
Чоловік 'Карини'. Хобі — ходити з друзями на полювання, риболовлю. Любить коньяк і шашлик. Через це постійно свариться з дружиною. З четвертого сезону Тимур не з'являється. Він поїхав на заробітки до Америки.
 Сезони: 1, 2, 3
Вітьок (роль виконує Володимир Фоков)
Відчайдушний джентльмен, провінціал, що приїжджає в Москву на заробітки. Купує будь хот-дог і уГали, аби скоріше її побачити, так як вона йому подобається.
 Сезони: 1, 2, 3, 5
Світла (роль виконує Ганна Воронова)
Напарниця і подруга 'Гали', майже весь час мовчить.
 Сезони: 1, 2, 3, 5
Іра (роль виконує Тетяна Аугшкап)
ПодругаЛюдмили Одінцової. Часто супроводжує подругу на побаченнях і дає вказівки, що треба робити, але частіше з її порадами чоловіки розбігаються від героїні-одинаки.
 Сезони: 1
Семен (роль виконує Ігор Письменний)
Син 'Рози Мойсеївна'. Дбайливий синок — вкрай дбайливої мами. Живе разом з мамою. Звертається до своєї «маман» на «ви».
 Сезони: 2, 3, 4, 5

## Актори
- Андрій Малахов — камео, сусід Енджі
- Вадим Андрєєв — Степанич, знайомий Зіни
- Тетяна Орлова — Зіна, Любов Тимофіївна, сусідка Серафими Аркадіївни Яблонжевской; Олександра Одинокова, жінка-одиначка
- Михайло Башкатов — сектант, клієнт Серафими Аркадіївни Яблонжевской, адміністратор Василини Стар Стасик
- Дмитро Прокоф'єв — клієнт Серафими Аркадіївни Яблонжевской; міністр спорту і туризму; Олег Романович, начальник Оксани
- Аслан Біжоев — гот, клієнт Серафими Аркадіївни Яблонжевской; Аслан, син Карини
- Олексій Ярмілко — міліціонер; один Вітька
- Марія Зикова — повія; стриптизерка, дівчина Аслана; Таня, дівчина-емо, дівчина Семена
- Роман Чигринов — Тимур, псевдобрат Тимура
- Сосо Павліашвілі — камео, клієнт Гали
- Андрій Бурковський — Сергій, помічник Катерини Петрівни Іванової
- Олександр Чернявський — Валерій Петрович, міністр фінансів; залицяльник Людмили Одінцової; класний керівник пасинка Наталії Молотова; чоловік вагітної Олі стручкової
- Костянтин Глушков — міністр оборони
- Олександр Шаврін — міністр закордонних справ
- Володимир Фоков — директор ФСБ; міліціонер
- Денис Філімонов — колишній однокласник Катерини Петрівни Іванової; пацієнт лікарні, де працює Надя Дятлова; залицяльник Людмили Одінцової
- Євграф Прохоров — колишній однокласник Катерини Петрівни Іванової; доктор в лікарні, де працює Надя Дятлова; кур'єр
- Родіон Вьюшкін — фотограф; тренер
- Броніслава Захарова — мама Катерини Петрівни Іванової
- Семен Фурман — Ізраїль Мойсейович Фільштейн (дядько Ізя), брат Троянди Мойсеївна, дядько Семена, злодій; Едуард, продюсер Василини Стар (примхливої співачки)
- Олександр Пожеж — Петро Олексійович, диригент оркестру, де грає Семен
- Микола Суртонін — доктор в лікарні, де працює Надя Дятлова
- Галина Авер'янова — медсестра у лікарні, де працює Надя Дятлова
- Василь Савінов — Владлен Миколайович, пацієнт лікарні, де працює Надя Дятлова; начальник Наді і Каті
- Андрій Григор'єв-Апполонов — камео, кумир Наді Дятлової
- Григорій Каганович — залицяльник Людмили Одінцової
- Олександр Негодайлов — юний залицяльник Людмили Одінцової
- Евеліна Бледанс — Жанна, сусідка Олі стручкової
- Анжеліка Каширіна — репортер
- Анатолій Калмиков — сімейний психотерапевт
- Ніна Персіянінова — Катя, подруга і колега Наді (сезон 2)
- Олена Бірюкова-Катя, подруга і колега Наді (сезон 4)
- Наталія Унгарда — тимчасово заміняла Катю
- Олег Кассин — Микола Горохов, чоловік Люсі Гороховій
- Світлана Пермякова — сестра Люсі Гороховій
- Григорій Багров — Антон, чоловік Віри Куликової
- Ірина Домнінская — реєстраторка ЗАГСУ
- Юлія Куварзіною — колега Оксани
- Анатолій Вассерман — «інтелект» Енджі і Кріс
- Людмила Давидова — мама забобонною Верочки
- Сергій Сєров — бармен Жорик
- Анатолій Равикович — чоловік Оксани. Професори Костянтин Владиславович
- Андрій Капустін — онук Серафими Аркадіївни — Павлик
- Тетяна Кольцова — мама копуші Ані

## Цікаві факти
- В скетчкому знімається чоловік Анни Ардів Олександр Шаврін — він грає міністра закордонних справ. (Епізод 'президент Катерина Іванова')
- Деякі актори скетчкому (Тетяна Орлова, Ганна Воронова, Дмитро Прокоф'єв, Олександр Шаврін, Тетяна Аугшкап, Ірина Домнінская) разом з Анною Ардів є або були акторами Московського академічного театру ім. Вл. Маяковського. Також тут знімаються деякі актори скетчкому «Даєш молодь!»: Анжеліка Каширіна, Єгор Сальников, Аслан Біжоев, Андрій Бурковський, Марія Зикова, Михайло Башкатов, Тетяна Орлова та Володимир Фоков. А також знімалися в ситкомі «Татусеві дочки»: Ванаті Алієв, Тетяна Орлова, Ганна Воронова, Олександр Чернявський, Дмитро Прокоф'єв, Ніна Персіянінова, Олег Кассин, Андрій Малахов, Олексій Ярмілко, Євграф Прохоров, Сосо Павліашвілі, Денис Філімонов, Броніслава Захарова та Наталія Унгарда.
- В 4 сезоні змінилася заставка скетч-шоу.
- Планується спін-офф — скетч-шоу «PRO фешн», де головні героїні Енджі і Кріс.
- Одну з героїнь Ардів — шкідливу стареньку Серафиму Аркадіївну звуть так само, як і героїню Ірини Розанової з фільму «Інтердівчинка».
- У першому вийшов ролику, у секретарки Оксани вже був директором Олег Романович. Однак, в одній з наступних серій, Олег Романович тільки стає директором.
- Найперший сценарій був написаний про Ольгу Стручкову (ЕХО Москви; передача «Охоронець» — Час виходу в ефір: Нд, 18:04)!
- Найперший персонаж, якого зіграла Ардова, це була Надя Дятлова (ЕХО Москви; передача «Охоронець» — Час виходу в ефір: Нд, 18:04).
- Улюблена героїня Анни Ардів — Серафима Аркадіївна, а самі нелюбимі героїні — Енджі і Кріс (ЕХО Москви; передача «Охоронець» — Час виходу в ефір: Нд, 18:04).
- У 1,2, 4 та 5 сезоні — по двадцять серій. У третьому — двадцять одна.
- Після довгої перерви Подруги Надя і Катя повертаються, проте з заміною акторки Ніни Персіянінова на Олену Бірюкову.
- Найперші скетчі про Серафиму Аркадіївну знімалися 27 вересня (ЕХО Москви; передача «Охоронець» — Час виходу в ефір: Нд, 18:04), в день народження Анни Ардів. Скетчі про Ольгу Стручкову знімалися 29 вересня — в день народження дочки Ганни — Соні.
- У 23 серії була трохи змінена заставну пісня. Замість «Вона завжди за все береться сама, вона зрозуміла, але при цьому загадкова», заспівали «Вона завжди за все береться сама, дружина, подруга, мама, але все ж жінка». Це була єдина серія, в якій звучав такий варіант.
- З липня 2011, шоу «Одна за всіх» також транслює естонський канал «3 + viasat» (http://www.youtube.com/watch?v=A8UCaL1b65s і http://www.3plus.ee/content/view%5Bнедоступне+посилання+з+липня+2019%5D / 9564 /)

## Цитати
У скетч-шоу є безліч цитат, які запам'яталися глядачам.
Наприклад:
- Пузочеси.

- Це бабусі на хлібець.

- -Іу, Кріс! -Іу, Енджі!

- Ти генія!

- Чучундри!

- Сема, ша!

- Бабуся ста-а-аренькая!

## Географія мовлення
Програма «Одна за всіх» відкрито виходить тільки в регіонах, де ліцензія каналу «Домашній» належить ЗАТ «СТС-Регіон» або ЗАТ «Новий канал».
- Наприклад, в Єкатеринбурге не виходить повністю і перекривається місцевими програмами і навіть канал називається не Домашній, а 41-Домашній, через що московський ефір слабкий (хоча московський мовник-складовою каналу «41-Домашній» віщає з регіональним мовником на рівних), але мовлення цілодобове і багато регіонального виходить на 41-Домашньому, до того ж оформлення підім'ята під такий бренд, наприклад, колірна гамма логотипу вимальовується до московської складовою «41-Домашнього», а потім в Екатеринбург е гамма обертається в цифру 41.
- В інших регіонах, де ліцензія не у СТС-Регіон або Нового каналу, регіональні врізки становлять 7-7:30, 18:30-19:30[1][2] і 23-23:30 (було 23 — 1). Більша частина програм «Одна за всіх» потрапляє якраз на ці вікна.